# Comuna Fârliug, Caraș-Severin
Fârliug este o comună în județul Caraș-Severin, Banat, România, formată din satele Dezești, Duleu, Fârliug (reședința), Remetea-Pogănici, Scăiuș și Valea Mare.
Se presupune că pe amplasamentul actual al localității a existat Castrul roman Aizis.

## Demografie
Componența etnică a comunei Fârliug
     Români (91,99%)
     Alte etnii (0,46%)
     Necunoscută (7,55%)
Componența confesională a comunei Fârliug
     Ortodocși (82,43%)
     Baptiști (5,47%)
     Penticostali (1,79%)
     Alte religii (2,36%)
     Necunoscută (7,95%)
Conform recensământului efectuat în 2021, populația comunei Fârliug se ridică la 1.736 de locuitori, în scădere față de recensământul anterior din 2011, când fuseseră înregistrați 1.956 de locuitori. Majoritatea locuitorilor sunt români (91,99%), iar pentru 7,55% nu se cunoaște apartenența etnică. Din punct de vedere confesional, majoritatea locuitorilor sunt ortodocși (82,43%), cu minorități de baptiști (5,47%) și penticostali (1,79%), iar pentru 7,95% nu se cunoaște apartenența confesională.

## Politică și administrație
Comuna Fârliug este administrată de un primar și un consiliu local compus din 11 consilieri. Primarul, Elena-Adriana Sărăor[*], de la Partidul Național Liberal, este în funcție din octombrie 2020. Începând cu alegerile locale din 2024, consiliul local are următoarea componență pe partide politice:
|  | Partid                    | Consilieri | Componența Consiliului | Componența Consiliului | Componența Consiliului | Componența Consiliului | Componența Consiliului | Componența Consiliului |
|  | ------------------------- | ---------- | ---------------------- | ---------------------- | ---------------------- | ---------------------- | ---------------------- | ---------------------- |
|  | Partidul Național Liberal | 6          |                        |                        |                        |                        |                        |                        |
|  | Partidul Social Democrat  | 5          |                        |                        |                        |                        |                        |                        |

## Vezi și
- Biserica de lemn din Valea Mare, Caraș Severin

## Legături externe

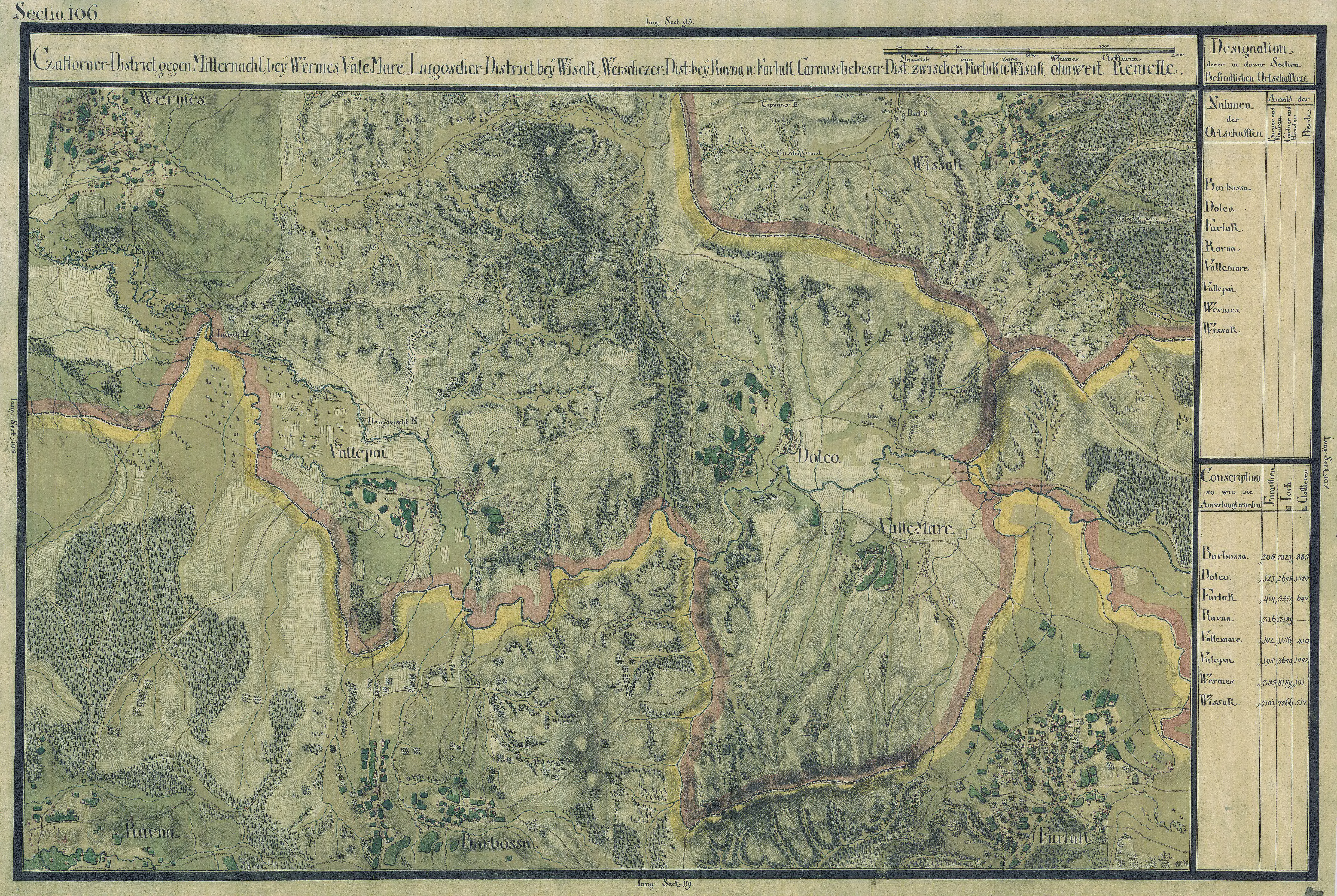
Fârliug în Harta Iosefină a Banatului, 1769-72